# Stanča, Slovacia
Stanča este o comună slovacă, aflată în districtul Trebišov din regiunea Košice. Localitatea se află la altitudinea de 120 m deasupra n.m., se întinde pe o suprafață de 5,5 km2 și în 2017 număra 415 locuitori.

## Istoric
Localitatea Stanča este atestată documentar din 1330.

## Demografie
| An:                | 1994 | 2004   | 2014 | 2024   |
| ------------------ | ---- | ------ | ---- | ------ |
| Număr de persoane: | 425  | 440    | 418  | 421    |
| Diferență:         |      | +3,52% | −5%  | +0,71% |

| An:                | 2023 | 2024   |
| ------------------ | ---- | ------ |
| Număr de persoane: | 414  | 421    |
| Diferență:         |      | +1,69% |